# Conergy
Conergy war ein Solarunternehmen mit Sitz in Hamburg. Die Firma war weltweit in der Planung, Finanzierung, dem Bau und dem Betrieb von privaten und gewerblichen Dachanlagen sowie schlüsselfertigen Megawatt-Parks tätig. Conergy hatte zu ihren Hochzeiten 2007 1 Mrd. Euro Umsatz in der Spitze bei einer Mitarbeiterzahl von 2.834 Mitarbeitern in 26 Ländern. Zu den Kunden gehörten private und gewerbliche Dachbesitzer, Installateure, Solar-Großhändler, aber auch private und institutionelle Solarinvestoren.
Gegründet wurde das Unternehmen im Jahr 1998. Im Jahr 2005 ging es an die Börse. Am 5. Juli 2013 stellte die Conergy AG einen Insolvenzantrag beim Amtsgericht Hamburg. Betroffen waren auch die Conergy Produktionsgesellschaften Mounting Systems und Conergy SolarModule. Die Gesellschaften Conergy Deutschland GmbH und Conergy Services GmbH waren nicht betroffen. Ab dem 1. Oktober 2013 übernahm der US-amerikanische Asset Manager Kawa Capital Management wesentliche Teile der nicht insolventen inländischen und ausländischen Vertriebs- und Servicegesellschaften der Conergy AG.
Conergy wurde nach der Insolvenz von der Börse genommen und im Spätsommer 2019 nach Verkauf, Umbenennung und Auflösung der etwa 20 Tochtergesellschaften umbenannt in blueleaf energy.

## Unternehmensstruktur
In Deutschland bestand die Conergy Gruppe aus der Conergy Global Solutions GmbH, der Conergy Deutschland GmbH und der Conergy Services GmbH. Der Firmensitz aller Gesellschaften war in Hamburg.

## Geschichte

### 1998–2007
Das Unternehmen wurde 1998 von Hans-Martin Rüter in Hamburg gegründet. Es war zunächst als Holdinggesellschaft mbH ohne operatives Geschäft aus der SunTechnics Solartechnik GmbH heraus gegründet und hielt infolge 100 % der ebenfalls von Rüter gegründeten SunTechnics. Es diente der Haltung von Mehrheitsbeteiligungen entlang der Wertschöpfungskette der Photovoltaik-Industrie. Im Jahr 1999 wurde die AET Solartechnik GmbH übernommen. Im selben Jahr war Conergy Mitbegründerin der voltwerk GmbH mit Sitz in Stuttgart. Im Zuge der Internationalisierung der Projekte wurde voltwerk 2006 in Epuron GmbH umbenannt. Die Kombination dieser drei Marken führte zu Synergien und Kosteneffizienz. So entstand das erste kommerzielle Megawattprojekt im bayerischen Markstetten, das 2001 mit einer Leistung von 1,2 MWp eingeweiht und an private Investoren verkauft wurde. Im Herbst 2002 wurde mit dem 4 MWp starken Solarkraftwerk im bayerischen Hemau die seinerzeit weltgrößte Anlage entwickelt und zur Inbetriebnahme 2003 schlüsselfertig gebaut.
Neben der seit 1999 bestehenden Produktion von Gestell- und Befestigungssystemen im brandenburgischen Rangsdorf wurde 2000 das hessische Unternehmen Sun Power Solartechnik GmbH übernommen. Conergy wandelte sich von einer Holding in eine operative Unternehmung. Der Solarmarkt in Deutschland war vor 2004 durch regionale und bundesweite Förderungen, wie zum Beispiel das 100.000-Dächer-Programm, angetrieben. Ab 2004 vervielfachte sich das Marktvolumen in Folge der Einführung des Erneuerbare-Energien-Gesetzes (EEG). Davon profitierte Conergy und expandierte mit seinen Marken in 26 Länder. Im Jahr 2000 erfolgte ein Wechsel von einer GmbH in eine Aktiengesellschaft (AG) nach deutschem Recht. Am 17. März 2005 kam der Börsengang mit Erstnotiz an der Frankfurter Börse unter Begleitung der Deutschen Bank sowie der Commerzbank, mit einer 27-fachen Überzeichnung und einer Erstnotiz mit 31 % über dem Ausgabepreis von 54 Euro je Aktie. Der Unternehmenswert lag damit bei 710 Mio. Euro und stieg in den beiden Folgejahren in der Spitze auf 2,3 Mrd. Euro.
Das Unternehmen entwickelte sich bis in den Herbst 2007 mit Wachstumsraten im Umsatz von durchschnittlich 60 % jährlich. Wichtige Lieferanten aus Japan und China erfüllten jedoch die Lieferverträge nicht vollständig; das führte 2007 zu einem Umsatzausfall von 130 Mio. Euro und zog eine Gewinnwarnung nach sich. Auf Druck der Banken wurde eine Kapitalerhöhung von 70 Mio. Euro durchgeführt und die Trennung von Mitgliedern des Vorstands vollzogen. Der Gründer und Vorstandsvorsitzende Rüter schied im November 2007 aus dem Unternehmen aus. Für das gesamte Jahr 2007 wurde ein Verlust von 210 Millionen Euro im Geschäftsbericht angegeben. Darüber hinaus bestand der Verdacht auf Unregelmäßigkeiten im letzten Jahresabschluss, die Deutsche Prüfstelle für Rechnungslegung (DPR) leitete eine Untersuchung gegen die Hamburger ein.
Kommissarischer Vorstandsvorsitzender wurde ab Ende 2007 der ehemalige Tchibo-Chef Dieter Ammer. Zudem wurde Andreas von Zitzewitz – ehemals bei Infineon – im März als neuer Kandidat für den Vorstand angeworben; dessen Vertrag wurde jedoch im August 2010 beendet.

### 2008–2010
Im Juni 2009 wurde bekannt, dass die Staatsanwaltschaft Hamburg wegen des Verdachts auf Bilanzfälschung und Insiderhandels gegen elf Spitzenmanager Ermittlungen aufgenommen hatte. Im Juni 2011 wurde die Anklage eingereicht und im April 2015 das Hauptverfahren gegen sechs ehemalige Manager vor dem Landgericht Hamburg, unter anderem wegen Bilanzfälschung, eröffnet. Außerdem wurde der Vorwurf erhoben, der Kurs der Aktie sei in den Jahren 2006 und 2007 künstlich hoch gehalten worden und einige Manager hätten während dieser Zeit ihre eigenen Aktien im Wert von insgesamt 42 Millionen Euro verkauft.
Nach Dieter Ammer, der bereits am 28. Oktober 2015 vom Landgericht Hamburg einen Freispruch erhielt, wurden auch die übrigen Angeklagten, der frühere Vorstandschef Hans-Martin Rüter, der Ex-Conergy-Projektvorstand Nikolaus Krane und der ehemalige Finanzvorstand Heiko Piossek am 11. April 2016 von den Vorwürfen der Marktmanipulation, Bilanzfälschung und Insiderhandel freigesprochen. Die als Zeugen geladenen Wirtschaftsprüfer bestätigten vor Gericht die seinerzeitigen Buchungsansätze. Damit ließ sich der Vorwurf der strafbaren Falschangabe, vorsätzlicher Marktmanipulation und des Insiderhandels nicht erhärten. Das Gericht stellte lediglich Ordnungswidrigkeiten fest, die gegen Geldbußen abgegolten wurden.
Belastet wurde die wirtschaftliche Situation durch einen Vertrag mit dem amerikanischen Siliziumhersteller MEMC, in dem sich Conergy 2007 zur Abnahme von Siliziumwafern mit einem Gesamtvolumen von acht Milliarden US-Dollar verpflichtet hatte. In der Folgezeit waren die Siliziumpreise auf dem Weltmarkt massiv eingebrochen, was Conergy angesichts der mit MEMC vereinbarten Festpreise in bilanzielle Schwierigkeiten brachte. Aufgrund der neuen Marktbedingungen wurde der Vertrag, wie bei Konkurrenzunternehmen auch, jedoch außergerichtlich im Oktober 2009 von beiden Seiten aufgelöst. Am 24. Januar 2010 einigte sich Conergy mit MEMC auf eine Anpassung des Siliziumliefervertrags dahingehend, dass die Wafer künftig zu aktuellen Marktpreisen und nur entsprechend dem jeweiligen Bedarf an Conergy geliefert werden. Im Zuge einer Neustrukturierung zog sich Conergy aus anderen Bereichen der erneuerbaren Energien zurück, um sich auf die Solarenergie zu fokussieren.
Im Juli 2010 einigte sich Conergy mit den finanzierenden Banken auf die Verlängerung ihrer Kredite bis Ende 2011; schließlich wurde im Dezember eine Umschuldung ausstehender Verbindlichkeiten im Rahmen von Kapitalmaßnahmen verkündet, die in der Hauptversammlung im Februar 2011 endgültig beschlossen wurden. Bei dieser Umschuldung sollte das Grundkapital zunächst von 400 auf 50 Millionen herabgesetzt werden, wobei 8 Aktien zu 1 zusammengelegt werden sollten. Anschließend sollte das Grundkapital mit einer Erhöhung durch Bar- und Sacheinlagen um 188 Millionen Euro aufgestockt werden. Gegen diese Kapitalmaßnahmen haben einige Aktionäre geklagt und somit zunächst die rechtskräftige Eintragung ins Handelsregister verhindert. Eine Entscheidung des Hanseatischen Oberlandesgerichts Hamburg hat schließlich im Juni 2011 doch noch die Umsetzung ermöglicht.
Im Dezember 2010 wurden rund 300 Megawatt (MW) Windkraftkapazität der Tochtergesellschaft Epuron an eine Investmentgesellschaft verkauft. Damit vollzog Conergy die Neuausrichtung zum Solarenergie-Anbieter. Conergy schaffte es unter der Führung von Dieter Ammer nicht mehr, sich im Markt führend zu behaupten und verlor schrittweise Marktanteile und erfahrene Manager. Im Juli 2013 meldete die Conergy AG Insolvenz an.

### 2011 bis 2019
Aufgrund von Veränderungen bei den maßgebenden Aktionären wurde auf der Hauptversammlung am 26. August 2011 ein neuer Aufsichtsrat gewählt. Im Dezember 2011 wurde bekannt gegeben, dass die Tochter voltwerk electronics GmbH, die Wechselrichter herstellt, an die Bosch GmbH verkauft werden sollte. Hierzu mussten jedoch noch die Kartellbehörden zustimmen, so dass dieser Verkauf erst im April 2012 vollzogen werden konnte.
Im Januar 2012 wurde Philip Comberg vom Aufsichtsrat bis Ende Dezember 2012 in den Vorstand berufen und übernahm dort den Vorsitz. Aufgrund der Bestimmungen des Aktiengesetzes ruhte in dieser Zeit sein Amt als Aufsichtsratsvorsitzender. Das für Finanzen zuständige Vorstandsmitglied Sebastian Biedenkopf verließ das Unternehmen im Februar 2012. Seit 1. Januar 2013 war Andreas Pleßke Aufsichtsratsvorsitzender.
Im Juni 2013 führte das unerwartete Ausbleiben eines Zahlungseingangs aus einem Großprojekt zu einer Zahlungsunfähigkeit von Conergys Produktionsgesellschaften Mounting Systems und Conergy SolarModule. Der Conergy Vorstand gelangte daraufhin zu der Einschätzung, dass eine positive Fortführungsprognose für die Conergy AG entfallen gewesen sei. Am 5. Juli 2013 stellte die Conergy AG beim Amtsgericht Hamburg einen Antrag auf Eröffnung eines Insolvenzverfahrens. Zum vorläufigen Insolvenzverwalter wurde die Kanzlei White & Case bestellt.
Am 2. Oktober 2013 wurde ein Übernahmevertrag mit der Kawa Capital Management, Inc., die ihren Sitz in Miami (USA) hat, abgeschlossen. Philip Comberg wurde zum 1. Januar 2014 wieder in den Aufsichtsrat berufen und war zugleich Mitglied im „Board of Directors“ der Muttergesellschaft Kawa Solar Ltd.
Mit drei Übernahmen wickelte der Insolvenzverwalter am 1. Dezember 2013 den Solarkonzern Conergy ab. Die Käufer kamen unter anderem aus China und den USA. Nicht alle der rund 1000 Arbeitsplätze konnten erhalten werden. Mit dem neuen Mehrheitseigner Kawa errichtete Conergy im ersten Halbjahr 2014 dreimal so viele Solaranlagen wie in der Vorjahresperiode.  Am 26. August 2019 wurde bekannt, dass das Unternehmen sich mit Sitz in Singapur unter dem Namen blueleaf energy neu strukturiert hatte.

## Ehemalige Produktionsstandorte

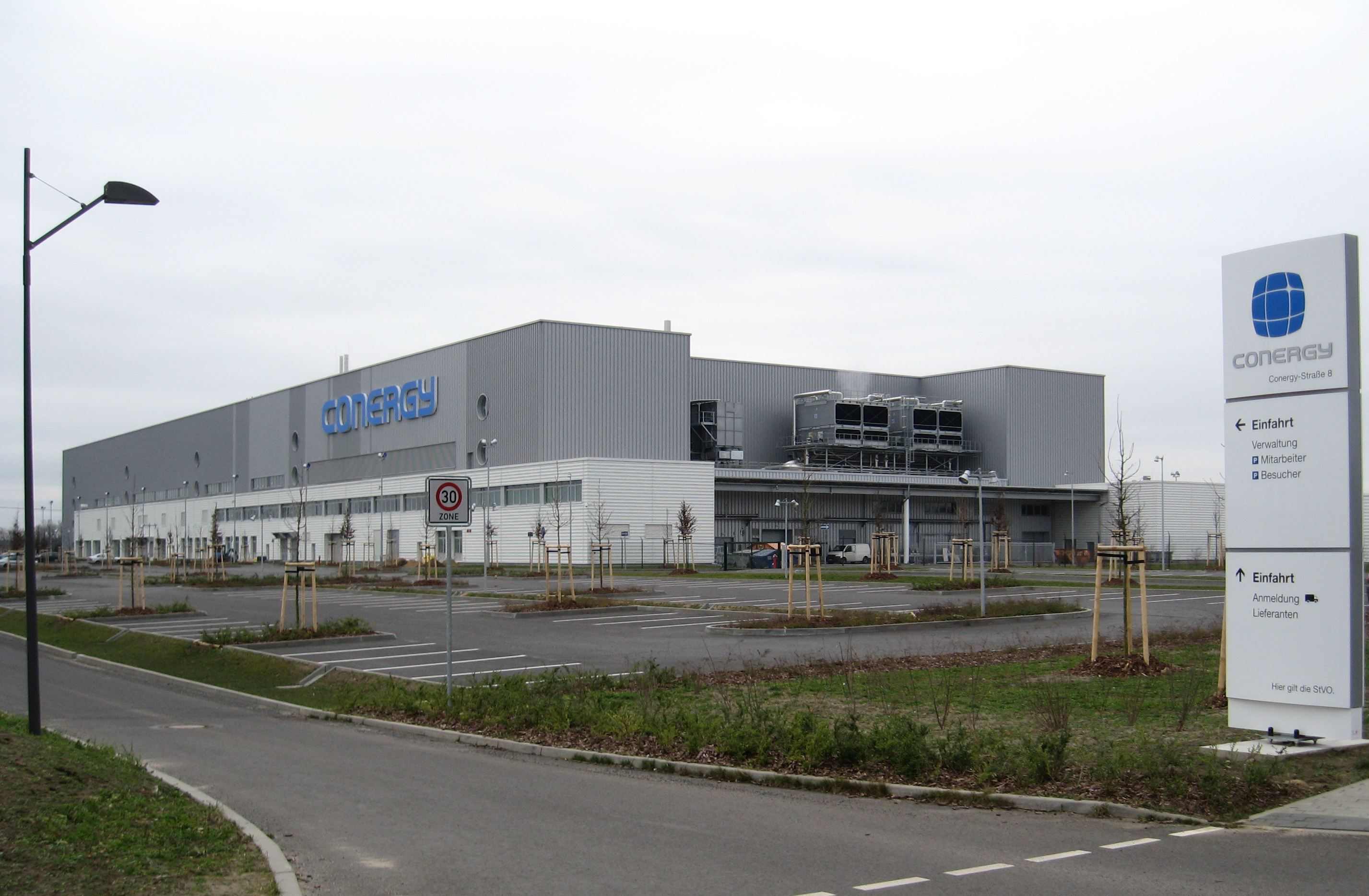
Werk in Frankfurt (Oder)

Das Unternehmen betrieb bis 2013 eine vollautomatische Wafer-, Zellen- und Modulfabrik in Frankfurt (Oder). Seit Ende 2007 hatte die Fabrik eine Kapazität bis zu fünfzig Megawatt (MW) an Modulen am Standort der ehemaligen Chipfabrik Frankfurt (Oder). Der Auftrag für den Bau der 250-Megawatt-Peak-Zelllinie in Frankfurt (Oder) wurde an die Roth & Rau AG, einen Anbieter für schlüsselfertige Zellfabriken, vergeben. Nach einem Ausbau des Werkes im Jahre 2009 hatte sich die Kapazität des Werkes auf vier Zelllinien und fünf Produktionslinien zum Bau von Modulen erhöht.
In den Entwicklungshallen von Bad Vilbel wurden elektronische Komponenten und Softwarelösungen für den Betrieb von Photovoltaikanlagen produziert. Es wurden sowohl Strang- als auch Zentralwechselrichter für unterschiedliche Anlagengrößen hergestellt. In Bad Vilbel wurden auch Nachführsysteme für Solaranlagen produziert. Des Weiteren wurden an diesem Standort Überwachungssysteme für Solaranlagen hergestellt und entwickelt.
In Rangsdorf wurden Einzelkomponenten, Modulrahmen und Komplettsysteme zur Montage einer Solaranlage produziert.

## Aktie
Seit März 2005 war die Conergy AG an der Frankfurter Wertpapierbörse notiert. Ab Juni 2005 war die Aktie im TecDAX gelistet und zählte zu den führenden deutschen Technologie-Werten. Spekulationen trieben den Kurs an der Börse im Jahre 2007 in die Höhe, so dass er am 24. September 2007 einen Spitzenwert von über 110 Euro erreichte. Seit 4. Juni 2007 war die Aktie mit Unterbrechungen im ÖkoDAX gelistet; zuletzt wurde sie am 19. März 2012 wieder aufgenommen. Im Zusammenhang mit der Finanzkrise, der daraufhin notwendigen Umschuldung und einiger Verdachtsfälle gegen führende Mitarbeiter des Unternehmens sank das Vertrauen in die Aktie und sie fiel im Laufe des Jahres 2011 bis auf 1 Euro. Hauptaktionärin war im März 2011 die Commerzbank mit 29 %, die jedoch ihren Anteil bis Juli auf 9 % senkte. Dafür stiegen die Deutsche Bank und der Investor York Global Finance ein. Im März 2011 verklagten 17 Aktionäre das Unternehmen auf rund 3,5 Millionen Euro Schadensersatz wegen fehlender Ad-hoc-Meldungen über die finanzielle Lage des Unternehmens und wegen des Verdachts auf Bilanzfälschung.
Am 24. Juli 2013 stellte sich die Aktionärsstruktur wie folgt dar: Streubesitz: 79,85 %; York Global Finance: 20,15 %, Die Insolvenz führte zu weiterem Kursverfall. Anfang 2014 war der Streubesitz auf über 97 % gestiegen. Am 9. Dezember 2013, acht Jahre nach der Erstnotierung, zog sich die insolvente Aktiengesellschaft von der Börse zurück.